# Stefan Mugoša
Pour les articles homonymes, voir Mugoša.
Stefan Mugoša, né le 26 février 1992, est un footballeur international monténégrin évoluant actuellement au poste d'attaquant à Incheon United.

## Biographie
Mugoša reçoit la distinction du Footballeur monténégrin de l’année (en) en 2019.
Le 30 juin 2022, le club japonais du Vissel Kobe annonce l'arrivée de Mugoša, sans que la durée du contrat ne soit dévoilée. Le site web Transfermarkt estime le montant du transfert à 960 000 euros alors qu'il restait au joueur plus d'un an de contrat à l'Incheon United. Rejoignant une équipe en difficulté en championnat, celui qui récupère le numéro trente déclare : « Je promets aux fans et aux supporters de Kobe que je donnerai tout ce que j'ai et que je me battrai avec eux pour surmonter cette situation difficile ».

## Palmarès

### En club
Avec son club formateur du FK Budućnost Podgorica, Mugoša est sacré champion du Monténégro en 2012 et remporte la Coupe l’année suivante. Au Sheriff Tiraspol, il est sacré champion de Moldavie en 2017.

### Distinctions individuelles
- Meilleur buteur de Prva Crnogoska Liga en 2014 avec 15 buts
- Footballeur monténégrin de l’année (en) en 2019